# 李庠
李庠（247年—301年），字玄序，巴西宕渠人（今中國四川省渠縣）。三國至西晉時期巴氐人（一說為賨人）。為成漢開國君主李雄的三叔，成漢奠基者李特之弟。

## 生平
李庠祖籍為巴西郡宕渠縣，其先祖後於曹魏時被遷至略陽（今中國甘肅省秦安縣）。年輕時就以氣性剛直而聞名，先後在略陽郡任督郵和主簿，都相當稱職。
自元康四年（294年）起便先後被察孝廉、舉良將、舉秀異，但李庠都不肯聽命。最終州郡將其名上報，李庠被中護軍徵召，李庠逼不得已應命，任中軍騎督。由於李庠擅長騎射，臂力過人，故此當時的人都將他與文鴦比擬。
永康元年（300年），趙王司馬倫推翻賈南風，並殺害張華等大臣，專擅朝政，朝廷混亂。李庠趁機稱病離職，回到略陽。因李庠有任俠之性，喜好救濟他人，於是略陽郡所在的秦州先後經歷齊萬年之亂及關中大饑荒的人民州黨都爭相依附李庠。李庠亦與親族以及一眾流人入蜀，到梁州和益州避難。在路上，李庠常常護理飢餓患病的流人，而且振濟窮困者，很得人心。
到蜀地後，當時的益州刺史趙廞亦十分器重他，對他擅長兵法亦很佩服。不久趙廞決心叛晉並割據益州，於是表李庠為部曲督，讓他在流人中選拔兵士，終令兵眾強化成萬多人，並派往北方要道上防備晉軍進攻。及後又表李庠為威寇將軍，封陽泉亭侯，賜百萬錢和五十匹馬。雖然趙廞如此器重李庠，但當見到李庠治軍有方，軍容齊整時又心有不快，更有殺害李庠之意。而趙廞長史杜淑和司馬張粲亦勸趙廞殺李庠，令趙廞決意要殺死李庠。
建始元年（301年），李庠見趙廞，想知道趙廞的心意，於是出言建議趙廞起兵叛晉，仿效商湯和周武王，平定天下。但這就給趙廞等作為藉口殺死李庠和他的儿子李弘等十多名子姪宗族。李庠死時五十五歲，流民得知他被誅殺都傷心流涕。
李庠死後，趙廞為安撫將兵在的外的李特、李流兄弟，將李庠的屍首送還給二人，並以二人為督將。但李特兄弟仍然因李庠被殺之仇背叛趙廞，終領兵攻陷成都，消滅趙廞勢力。李雄建立成汉，追封李庠为梁武王。

## 軼事
因李庠擅長兵法，騎射，臂力過人，被評價為關羽、張飛、文鴦等名將，詳細請看評價一節。

## 評價
趙廞：與論兵法，無不稱善，每謂所親曰：「李玄序蓋亦一時之關、張也。」
時人：弓馬便捷，膂力過人，時論方之文鴦。

## 家庭

### 祖父
- 李虎，曹魏时略阳郡巴氐人。曹操定漢中张鲁，李虎與杜濩、朴胡、袁約、楊車、李黑等移居於略陽北土，李虎归附曹操，曹操拜为将军，其子李慕为东羌猎将。[3]曾孙李雄建立成汉后，追尊曾祖父为巴郡桓公[4]。

### 父親
- 李慕，略阳巴氐人，曹魏时政治人物。父亲李虎归附曹操，曹操拜为将军，李慕为东羌猎将[5][6]。孙子李雄建立成汉后，追尊祖父为陇西襄王。

### 兄弟
- 李輔（3世纪—303年），李庠兄長，李特入蜀時仍居略陽，後入蜀。與李特一同戰死。
- 李特（3世紀—303年），李庠二兄。
- 李流（248年—303年），李庠四弟，李特死後接手領導部眾。
- 李驤（3世纪—328年），李庠五弟，成漢太傅。